# Homiliář opatovický
Homiliář opatovický (nebo Opatovický homiliář) je sbírka kázání pocházející z poloviny 12. století. Vnikl zřejmě pro potřeby kláštera či pro potřeby některého z církevních hodnostářů. Je to jeden z nejstarších dokladů české literatury. Jsou v něm narážky na v Čechách přetrvávající pohanství. Také české glosy datované do 13. století.
V současnosti uložen v Národní knihovně České republiky, signatura III F 6.

## Obsah
- 133 kázání cizího i domácího původu
- chvalořeči na sv. Václava a sv. Vojtěcha
- zmiňuje sv. Jimrama jako českého světce